# Assassinat de Mireille Knoll
Mireille Knoll fou una dona jueva francesa de 85 anys, supervivent de l'Holocaust, que fou assassinada per dos sospitosos al seu apartament de París el 23 de març de 2018. Les autoritats franceses descrigueren oficialment l'assassinat com un delicte d'odi antisemita.

## Assassinat
A l'esdeveniment se sospita que hi participaren dos individus: un home de 29 anys, veí de Knoll, malalt de Parkinson, que la coneixia des de ben petit; i l'altre, una home de 21 anys sense feina. Els dos sospitosos entraren a l'apartament i, segons es documenta, l'apunyalaren onze vegades abans de posar-la sobre el foc. El sospitós més vell digué als detectius que el sospitós més jove afirmà «és jueva, ha de tenir diners» i presumptament crida «Al·lahu àkbar» mentre l'apunyalaven.

## Investigació
La fiscalia de París definí l'assassinat del 26 de març com un delicte d'odi, un assassinat comès a causa de la «pertinença, real o suposada, de la víctima a una religió particular». El New York Times assenyalà que «la velocitat amb què les autoritats reconegueren la naturalesa del delicte d'odi de l'assassinat de la Sra. Knoll es veié com una reacció a la ira dels jueus francesos a la resposta oficial de crims anteriors com aquest, que els fiscals trigaren mesos a definir-los com a antisemites».

## Arrest i procediment legal
Immediatament, dos sospitosos foren arrestats i posats sota custòdia; les autoritats revelaren només que un dels sospitosos havia nascut l'any 1989. Un dels sospitosos, Yacine Mihoub, de 28 anys, fou el fill del veí de Knoll, que anteriorment les autoritats estigueren al cas per haver assetjat sexualment a la filla de l'assistent de Knoll. El setembre de 2017 Mihoub fou alliberat de la presó. El sospitós Alex Carrimbacus, de 21 anys, aconseguí conèixer a Mihuob a las presó.

## Funeral
La processó funerària, celebrada el 28 de març, atragué milers de ploracossos, que caminaren solemnement pels carrers de París. Caminaren des de la Place de la Nation fins a l'edifici d'apartaments de l'11è districte on vivia Knoll. Fou enterrada al cementiri de Bagneux i la seva tomba visitada per Emmanuel Macron, en una capacitat privada per donar suport a la seva família en una visita no coberta pels mitjans de comunicació.

## Context
Segons la revista The Atlantic, aquest assassinat marcà un canvi en l'actitud del govern francès. A diferència dels anteriors crims mortals antisemites, l'assassinat d'Ilan Halimi (2006) i el de Sarah Halimi (2017), les autoritats franceses immediatament titllaren l'assassinat d'un acte d'odi d'antijueu.